# Ірининський пам'ятник

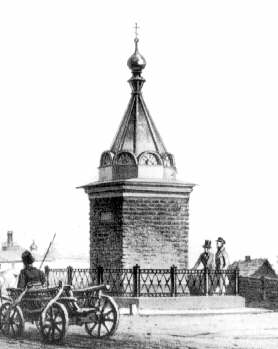
Ірининський пам'ятник. Літографія 1858 року

Іри́нинський па́м'ятник (інша відома назва — Іри́нинський стовп) — один із стовпів літописного Ірининського собору Ярослава Мудрого у Києві, у 1852 році був оформлений як пам'ятник на розі Володимирської та Ірининської вулиць, поряд якого пізніше була споруджена будівля Київської земської управи. Через своє незвичайне походження вважався одним із найромантичніших пам'ятників старого Києва. Знесений радянською владою у 1932 році в рамках антирелігійної кампанії.

## Віднайдення стовпа
У літописній статті 1037 року, що описує будівничу діяльність князя Ярослава Мудрого, згадується про заснування монастиря, присвяченого Святій Ірині — небесній покровительці дружини Ярослава Інгігерди.
Питання місцезнаходження Ірининського монастиря серед київських дослідників завжди було дискусійним, проте коли у 1833 році, під час розпланування Володимирської вулиці, у товщі давнього оборонного валу було знайдено залишки стін та фундаментів давньоруської споруди, їх ототожнили саме з Ірининським монастирем.
Пропозиції відновити церкву чи принаймні зберегти руїни не знайшли відгуку у влади (це заважало б прокладенню Володимирської вулиці, заради якого й почали розкопувати вал). Тому рештки споруди були розібрані й засипані, проте на поверхні залишили один із стовпів храму. Цей залишок у 1852 році був обкладений цеглою, знайденою на розкопках, вкритий шатровим дахом і увінчаний хрестом.

## Знищення пам'ятки
За радянських часів, у 1927 році, пам'ятку було взято під державну охорону, але вже у 1931 році романтична руїна не сподобалася київській владі через своє розташування на проїжджій частині вулиці. Київська міська рада порушила перед Українською академією наук питання про знесення стовпа з метою «надання вулиці Короленка значення транспортної магістралі міста». Рештки пам'ятника пропонувалося перенести на територію Софійського собору або до Георгіївської чи Десятинної церков.
Як аргумент на користь руйнування стовпа завідувач відділення міського господарства висловлював переконання, що кладка решток не стара, а нового часу, і це свідчить про малоцінність споруди. Натомість, Всеукраїнський археологічний комітет категорично заперечував руйнуванню стовпа. Але після першої відмови у відділення комунгоспу раптово виникла інша версія: завідувач звернувся з листом до Комісії з охорони пам'ятників старовини, де аргументом на користь знесення Ірининського стовпа назвав ризик громадян потрапити під колеса транспорту через те, що стовп заважає побачити тролейбус, який наближається.
Працівники інспектури провели хронометражне дослідження на цьому відрізку вулиці та дійшли висновку, що пам'ятка не заважає руху транспорту та пішоходів. Незважаючи на висновки та протести охоронців старовини, працівники комунгоспу вночі з 26 на 27 березня 1932 року зруйнували Ірининський стовп. Наступної ночі місце пам'ятки вичистили і забрукували, при цьому не було проведено засобів наукової фіксації решток споруди, а знайдене під час руйнувань давнє поховання було одразу знищене. Розбиту цеглу, що лишилася від стовпа, не зберегли, як пропонувалося, на території одного із соборів міста, а викинули на смітник.

## Зображення

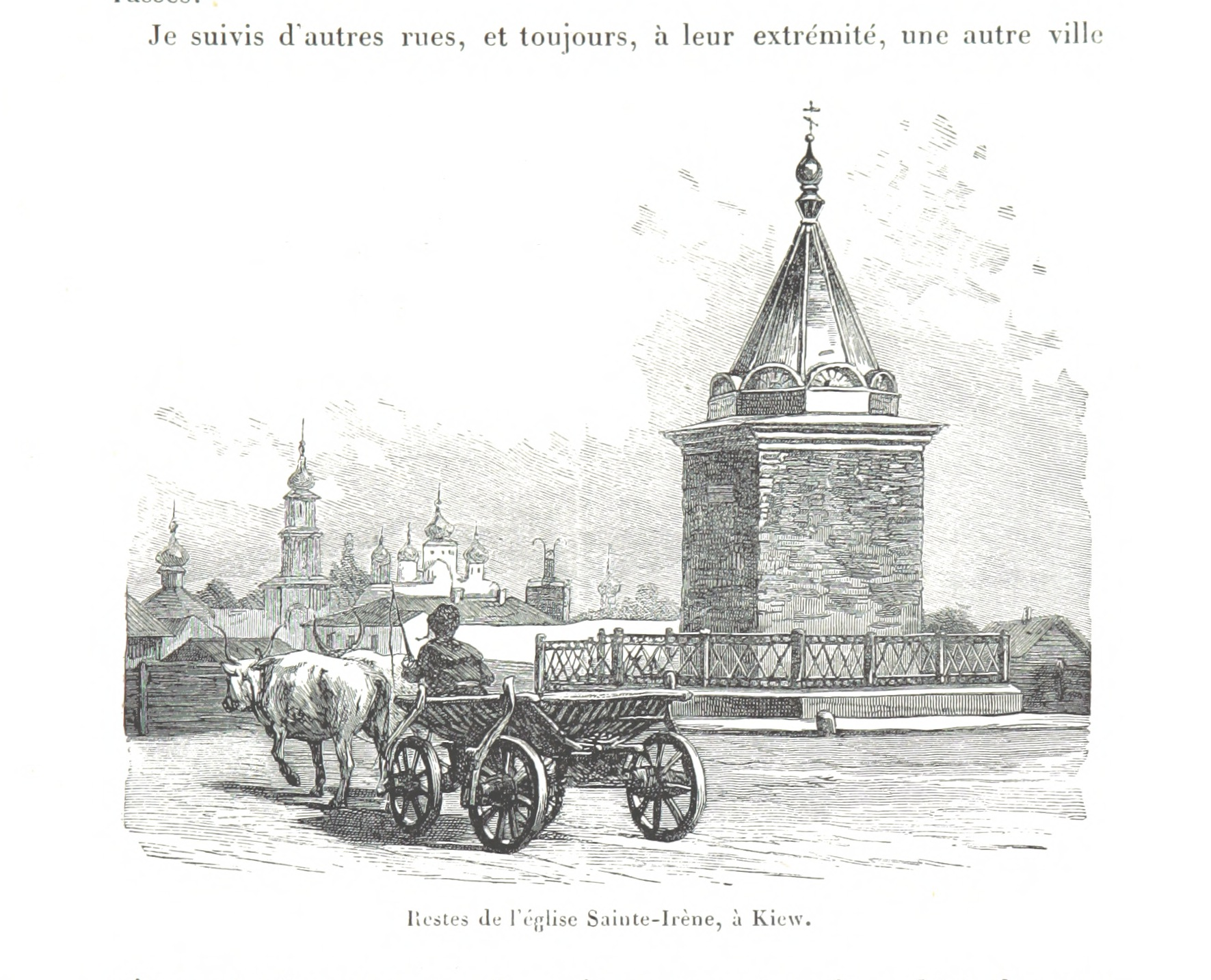
Іри́нинський стовп на гравюрі 19 століття
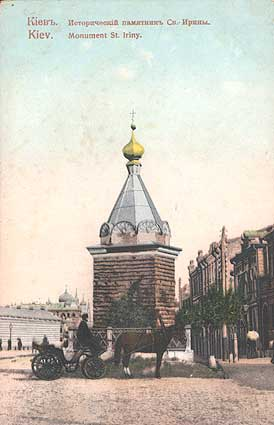
Ірининський стовп у Києві. Фотокартка поч. ХХ ст.
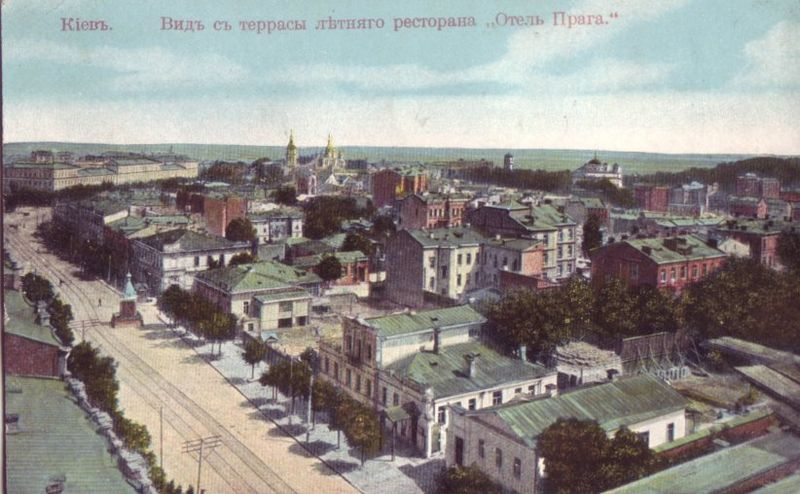
Ірининський стовп на Володимирський вулиці. Фотокартка поч. ХХ ст.
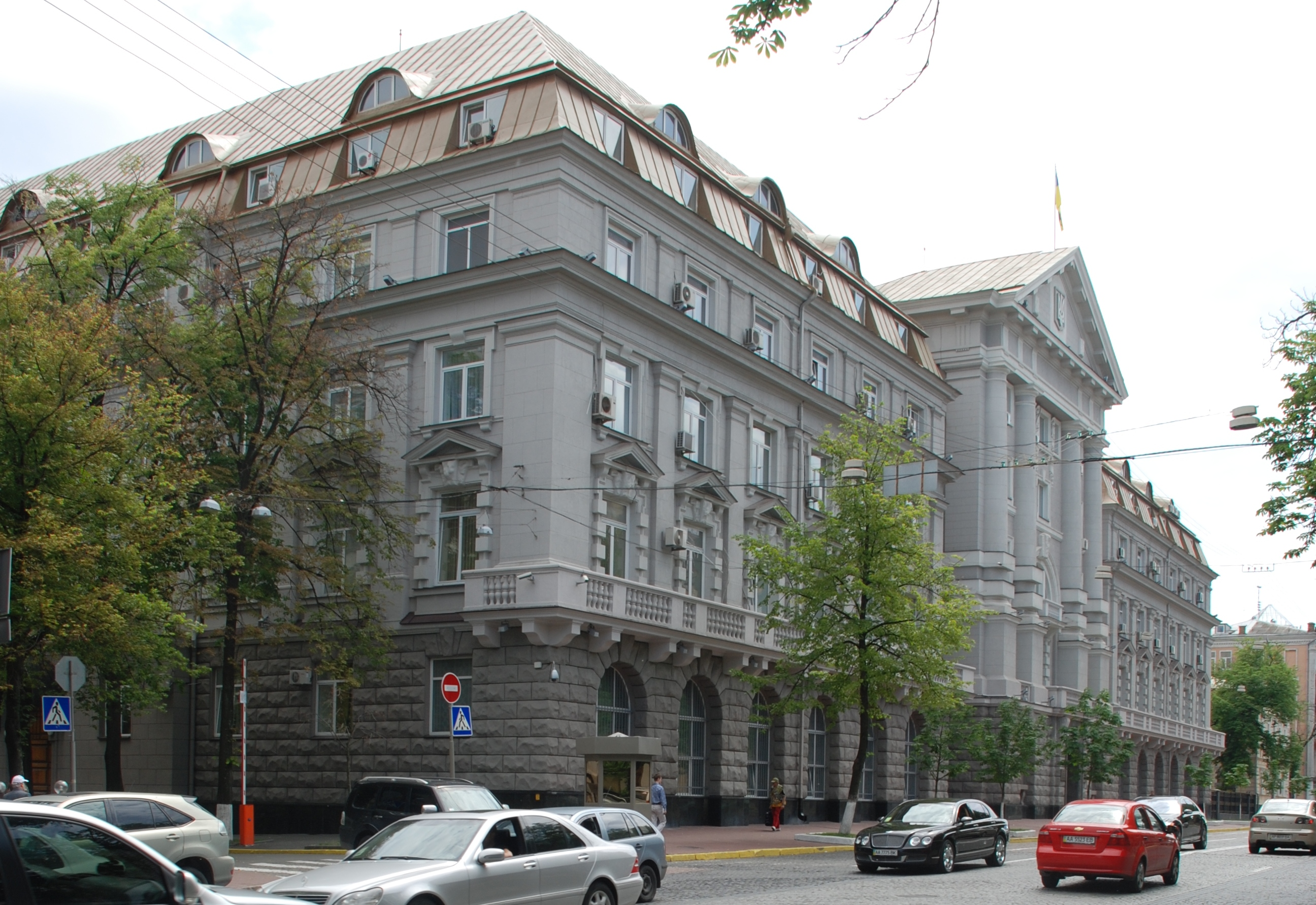
Перехрестя Ірининської з Володимирською вулицею, де й стояв пам'ятник